# Pinanga jamariensis
Pinanga jamariensis är en enhjärtbladig växtart som beskrevs av Chong Keat Lim. Pinanga jamariensis ingår i släktet Pinanga och familjen Arecaceae. Inga underarter finns listade i Catalogue of Life.